# Gråhuvad vireo
Gråhuvad vireo (Hylophilus pectoralis) är en fågel i familjen vireor inom ordningen tättingar.

## Utseende och läte
Gråhuvad vireo är en liten vireo med tydligt grått huvud. Ovansidan är olivgrön, undersidan gul på bröstet och smutsvit på buken. Sången består av en snabb och utdragen drill, återgiven som "pweeeer-pweeer-pweeer-prrre-e-e-e-e".

## Utbredning och systematik
Fågeln förekommer från Guyanaregionen och östra Venezuela till norra Bolivia och Amazonområdet i Brasilien. Den behandlas som monotypisk, det vill säga att den inte delas in i några underarter.

## Levnadssätt
Gråhuvad vireo hittas i en rad olika öppna skogsmiljöer, från skogsbryn och buskmarker till trädgårdar. Den slår ofta följe med kringvandrande artblandade flockar.

## Status
Arten har ett stort utbredningsområde och beståndet anses vara stabilt. Internationella naturvårdsunionen IUCN listar den därför som livskraftig (LC).